# Стависки
Стависки (пољ. Stawiski) град је у Пољској у Војводству подласком. По подацима из 2012. године број становника у месту је био 2410.

## Становништво
| 2012. |
| ----- |
| 2.410 |